# Encarnació Colomina i Agustí
Encarnació Colomina i Agustí (Os de Balaguer, 1848 - Barcelona, 1916) va ser una religiosa catalana fundadora de la Congregació de Missioneres Filles de la Sagrada Família de Natzaret. Ha estat proclamada serventa de Déu per l'Església catòlica.

## Biografia
Nasqué el 24 de desembre de 1848 i fou batejada l'endemà amb el nom de Manuela Colomina i Agustí. Era un dels set fills de Josep Colomina i Rosa Agustí, família pagesa i de molta devoció. En fer cinc anys, quedà orfe de; les seves germanes influiran en el seu creixement espiritual, com també el rector del poble, i aviat començà a participar en activitats parroquials.
Rosa i Agnès, les seves dues germanes, van ingressar en el convent de concepcionistes de Tremp. Cap al 1871 conegué Josep Manyanet, que esdevingué el seu director espiritual i en 1874 va entrar al mateix convent que les seves germanes. El 7 de desembre se'n feu novícia i prengué el nom de Maria Manuela de Sant Tadeu, però la seva mala salut l'obligà a deixar el convent el gener de 1875.
La seva vocació va fer que ingressés en la congregació de les Germanes de la Sagrada Família d'Urgell, que des de l'abril de 1874 estava sota la direcció de Josep Manyanet. Entrà en la comunitat del barri d'Horta de Barcelona el 9 de març de 1877; el 25 de novembre se'n feu novícia amb el nom de Maria de l'Encarnació. El mes següent fou destinada a la comunitat d'Alguaire, on romangué un any. El desembre de 1878, torna al noviciat de Sant Andreu del Palomar, on fa la professió solemne el 23 d'abril de 1879.
En 1880, el capítol general de la congregació, a Talarn, va promulgar unes noves constitucions que volien recuperar l'esperit anterior a Manyanet, menys contemplatiu. Encarnació Colomina, llavors superiora del noviciat, no les acceptà i provocà una escissió i Manyanet deixà l'institut. El 1882, la mare Colomina va ser expulsada de l'institut; es va instal·lar a Barcelona, amb altres companyes, al carrer de Santa Anna i van continuar seguint les primeres constitucions del pare Manyanet. Aquest va concedir-los unes noves constitucions i va nomenar Colomina superiora i mestra de novícies de la nova congregació, anomenada de les Filles de la Santa Casa de Natzaret.
La primera fundació de la nova congregació va ser el convent d'Aiguafreda, obert el 2 de maig de 1894. A partir d'ell en sorgirien d'altres: Sant Joan de Vilatorrada (1896), el Col·legi Sant Josep de Barcelona (1896), el de la Mare de Déu dels Àngels (la Sagrera, Barcelona, 1898), etc.
Quan morí Manyanet, en 1901, Colomina quedà com a única superiora de l'institut; en el primer capítol general de 1905, fou relegada i destinada al Col·legi de Sant Josep i, en 1907, al de la Mare de Déu dels Àngels. El 24 de novembre de 1916, va patir un atac d'apoplexia del que no se'n recuperà: morí el 27 de novembre de 1916. Va deixar escrit un Testamento espiritual, cartes i un recull de Notas y consejos del P. Manyanet.

## Veneració
És enterrada al Cementiri del Poblenou de Barcelona. El 15 de setembre de 2015, el cardenal de Barcelona Lluís Martínez Sistach obrí la causa de canonització d'Encarnació Colomina, després d'haver obtingut el nihil obstat de la Congregació de les Causes dels Sants. La cloenda de la fase diocesana de la causa del procés de beatificació va ser al setembre de 2016.